# 南阳乡 (孝义市)
南阳乡，是中华人民共和国山西省吕梁市孝义市下辖的一个乡镇级行政单位。2021年5月28日，撤销南阳乡，整建制并入杜村乡。

## 行政区划
南阳乡下辖以下地区：
南阳村、石公村、相王村、山头村、卜家峪村、西岭村、柴场村、梧凤村、达苏村、田家庄村、白石崖村、前活丹村、后活丹村、盘龙沿村、桑沟村、高家掌村、坪子山村、上义棠村、沿家山村、下义棠村、温家庄村、鱼里村和大石头村。